# Partit Independent de les Guilleries
El Partit Independent de les Guilleries (PIG) és un partit municipalista i independent de la població de Sant Hilari Sacalm (Les Guilleries-La Selva-Girona) creat a l'any 2003 amb la finalitat de posar, en les accions polítiques, el municipi, el seu entorn i la ciutadania com a centre d'actuació sense dependre de cap ens superior per a dictar-los les directrius. En aquest sentit, el PIG fonamenta les seves actuacions municipals en tres pilars bàsics: el municipalisme, el medi ambient i la participació ciutadana.
Governa amb majoria absoluta l'ajuntament de Sant Hilari des de les eleccions del 2015, va revalidar aquesta per la legislatura 2019-2023, amb el cap de llista i alcalde Joan Ramon Veciana Martínez.

## Història
L'any 2003, un grup de joves desencantats amb les polítiques municipals del equips de govern a Sant Hilari fins al moment decideixen posar en qüestió les accions municipals poc transparents, poc participatives i sense visió ambiental dels govern, sempre en majoria, de les candidatures de CiU, encapçalades per l'exalcalde Xavier Rossell Terris, substituïdes i continuades per l'exalcalde Robert Fauria Danés. Van crear un partit polític de caràcter independent i municipal per presentar-se a les eleccions d'aquell any.
Tot i els esforços ingents de crear un partit polític, els resultats d'aquells primers comicis no varen ser del tot reconfortants per la formació.
| Candidatures | Vots  | Vots vàlids (%) | Regidors |
| ------------ | ----- | --------------- | -------- |
| CiU          | 1.602 | 53,74           | 8        |
| ERC-AM       | 1.164 | 39,05           | 5        |
| PIG          | 170   | 5,70            | 0        |

Després de quatre anys picant pedra intentant donar-se a conèixer, la insistència va donar els seus fruits i la llista encapçalada per Joan Ramon Veciana va triplicar el nombre de vots. En la legislatura 2007-2011, el partit va obtenir dos regidors i entrar al govern en coalició amb ERC-Sant Hilari. El PIG va obtenir els regidorats de Cultura i Participació amb Veciana, i de Medi Ambient i Joventut amb Jordi Valls Pujós (que va ser substituït més endavant per Francesc Fauria Capdevila). Entre les realitzacions dels regidors destaquen la nova Biblioteca Municipal, l'Escola de Música i Bucs d'assaig, el Casal de Joventut i la restauració de la Font del Pic.
| Candidatures | Vots  | Vots vàlids (%) | Regidors |
| ------------ | ----- | --------------- | -------- |
| CiU          | 1.281 | 43,96           | 6        |
| ERC-AM       | 1.096 | 37,61           | 5        |
| PIG-EPM      | 453   | 15,55           | 2        |

### 2011-2015: L'oposició
Als comicis de la primavera del 2011, el PIG va doblar el nombre de vots i obtenir quatre regidors. Tot i que s'esperava la revalidació del pacte amb ERC-Sant Hilari, però en aquest cas fent alcalde al cap de llista del PIG, els republicans van decidir no pactar i passar a l'oposició, tornant a donar l'alcaldia al cap de la llista mes votada, Robert Fauria Danés de CiU. Aquesta decisió no va ser gaire ben rebuda per gran part de la població que va castigar els republicans i deixa'ls sense representació en els següents comicis. A l'inici del 2013 esclata el cas Manga que implica l'alcalde Robert Fauria com investigat per suborn, tràfic d'influències, malversació de fons públics i falsificació documental dins la investigació per corrupció derivada de l'Operació Pokémon amb epicèntre a Galícia que va propiciar la renuncia de l'alcalde que va cedit el pas a Albert Santaugini Homs, numero dos de CiU, tot i la insistència del PIG per fer una moció de censura que no va reeixir.
| Candidatures | Vots  | Vots vàlids (%) | Regidors |
| ------------ | ----- | --------------- | -------- |
| CiU          | 1.235 | 44,76           | 6        |
| PIG-E        | 845   | 30,63           | 4        |
| ERC-AM       | 600   | 21,75           | 3        |

### 2015-…: L'alcaldia
Amb una llista renovada, tornada a encapçalar per Joan Ramon Veciana, i amb els precedents de la legislatura anterior, el PIG va obtenir la majoria. Veciana va obtenir l'alcaldia després de més de deu anys de la fundació del PIG. En aquest mandat els consells de barri, d'infants, de joves, la redacció d'un pla director de participació són algunes de les experiències que s'han posat en marxa.
| Candidatures | Vots  | Vots vàlids (%) | Regidors |
| ------------ | ----- | --------------- | -------- |
| PIG-IdSEL    | 1.252 | 47,95           | 7        |
| CiU          | 1.187 | 45,46           | 6        |
| ERC-AM       | 95    | 3,64            | 0        |

A les eleccions del 2019 el PIG va obtenir els millors resultats de la seva història, es va consolidar com la força mes votada amb una majoria absoluta. Va renovar l'alcalde Joan Ramon Veciana.
| Candidatures | Vots  | Vots vàlids (%) | Regidors |
| ------------ | ----- | --------------- | -------- |
| PIG-IdSEL    | 1.596 | 56,18           | 8        |
| ERC-AM       | 541   | 19,04           | 3        |
| JxCat        | 481   | 16,93           | 2        |
| CP           | 132   | 4,65            | 0        |